# Ropalidia latetergum
Ropalidia latetergum är en getingart som beskrevs av Richards 1978. Ropalidia latetergum ingår i släktet Ropalidia och familjen getingar. Inga underarter finns listade i Catalogue of Life.